# Gotvand-Talsperre
Die Obere Gotvand-Talsperre ist eine Talsperre am Karun in der iranischen Provinz Chuzestan. Sie befindet sich 25 km nördlich der Stadt Schuschtar und 16 km entfernt von Gotvand. Das Projekt ist die letzte vorgesehene Talsperre am Karun, an dem in den vergangenen Jahrzehnten schon mehrere andere Talsperren gebaut worden sind. 

## Staudamm und Stausee
Der Staudamm ist 178 Meter hoch und besteht aus einer Steinschüttung mit einem Lehmkern. Es ist der höchste Schüttdamm im Iran. Der Stausee hat einen Speicherraum von 4530 Millionen Kubikmetern und ist damit der zweitgrößte im Iran nach dem von Karche. Er reicht bis zum Fuß der Masdsched-Soleyman-Talsperre. Die Talsperre dient der Stromerzeugung, der Bewässerung, dem Hochwasserschutz und touristischen Zwecken.
Die Flussumleitung, die während der Bauarbeiten erforderlich war, ging 1997 in Betrieb. Das Projekt sollte im Jahr 2009 fertiggestellt werden. Die Baukosten (800 Millionen US-Dollar) sollen höher sein als die von allen anderen Baustellen im Iran. Nach der Fertigstellung des Staudamms wurde am 30. Juli 2011 mit der Füllung des Stausees begonnen.

## Wasserkraftwerk
Das zugehörige Wasserkraftwerk hat mit 4 Turbinen von je 250 MW insgesamt 1000 MW Leistung und erzeugt eine jährliche Strommenge von rund 4500 GWh. Die Inbetriebnahme erfolgte in der Zeit von Mai bis November 2012. Das Kraftwerk kann in einer späteren Ausbauphase auf 2000 MW erweitert werden. Zur Wasserverteilung dienen drei 1500 m lange Tunnel mit einem Durchmesser von 9,5 m.

## Archäologie
Bei den Bauarbeiten wurden archäologische Fundstätten entdeckt. Es handelt sich um Befestigungsanlagen aus der Partherzeit (248 v. Chr. bis 224 n. Chr.), der Sassanidenzeit (224 bis 651 n. Chr.) und der islamischen Zeit ab 651 n. Chr.

## Stauanlagenunfall bei Gotvand
12 km unterhalb des Standortes der großen Gotvand-Talsperre, vier Kilometer oberhalb von Gotvand, steht ein älterer Verteilungsdamm am Karun. Das Hauptbauwerk ist eine kleine 27 Meter hohe Staumauer, die zwischen 1975 und 1977 gebaut wurde.
An einem 22 Meter hohen Seitendamm dieses Verteilungsdamms gab es im Februar 1980 einen Dammbruch, als der Erddamm auf der linken Flussseite überflutet wurde und brach, weil Verschlüsse blockiert waren. Dabei starben 200 Menschen.